# Фессенден, Реджинальд
Ре́джинальд О́бри Фе́ссенден (англ. Reginald Aubrey Fessenden; 6 октября 1866, Ист-Болтон, провинция Квебек, Канада — 22 июля 1932, Гамильтон, Бермудские острова) — канадский и американский изобретатель, хорошо известный своими работами на ранних этапах развития радио.
Его наследие в области радио включает три значительных достижения: первая передача звука по радио (1900), первая двухсторонняя трансатлантическая радиосвязь (1906) и первая трансляция по радио развлечений и музыки (1906).

## Ранние годы

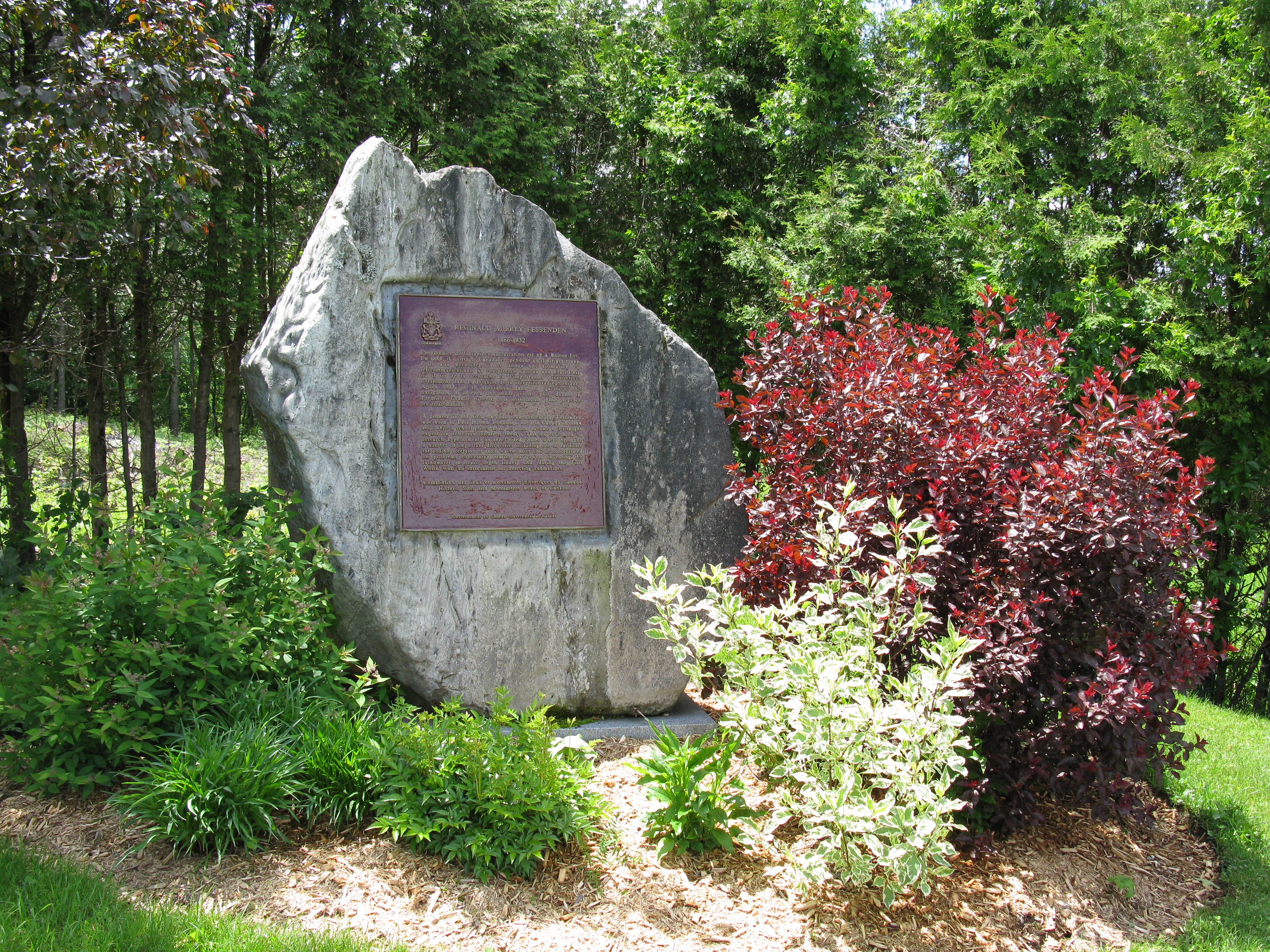
Памятный знак близ места рождения Фессендена

Реджинальд Обри Фессенден родился 6 октября 1866 в Ист-Болтоне, провинция Квебек, Канада. Он был старшим из четырёх детей в семье Джозефа Элиша Фессендена и Клементины Тренхольм Фессенден. Джозеф Фессенден был священником англиканской церкви в Канаде, и на протяжении многих лет семья переезжала с места на место по провинции Онтарио. Подрастая, Реджинальд стал образцовым учеником. В 1877 году в возрасте одиннадцати лет он начал посещать занятия в Тринити колледже в Порт-Хоуп, Онтарио, и учился там два года. Когда ему было четырнадцать лет, колледж Бишопа в Ленноксвилле предложил Реджинальду должность учителя по математике. В то время колледж Бишопа был школой при университете Бишопа, располагался на той же территории и в тех же зданиях. В июне 1878 года в школе обучалось 43 мальчика. Таким образом, хотя Фессенден был ещё подростком, он уже преподавал математику для маленьких детей в школе, одновременно сам обучаясь со студентами в университете Бишопа. Общее число обучающихся в университете в 1883-84 учебном году было двадцать пять студентов (все мужского пола). В возрасте восемнадцати лет Фессенден оставил университет без присуждения степени, хотя он сделал практически все необходимые работы. Из-за отсутствия степени Фессенден пострадал позднее при устройстве на работу. Когда в Университете Мак-Гилла в США было создано электротехническое отделение, Фессендена не утвердили на должность председателя отделения, отдав предпочтение американскому коллеге со степенью.
Последующие два года он работал в качестве главного и единственного учителя в институте Уитни на Бермудских островах. В это время он был помолвлен с Хелен Тротт. Они поженились в сентябре 1890, а позже появился сын, Реджинальд Кеннелли Фессенден.

## Начало трудовой деятельности
Классическое образование Фессендена не дало ему достаточный объём научной и технической подготовки. Заинтересованный в повышении своей квалификации в области электротехники, он переехал в 1886 году в Нью-Йорк в надежде получить работу у известного изобретателя Томаса Эдисона. Как затем Фессенден рассказывал в своей автобиографии, с первой попытки он получил отказ, ибо на его слова в заявлении: «Не знаю ничего об электричестве, но быстро обучаюсь», Эдисон ответил: «У меня хватает людей, которые ничего не понимают в электричестве». Однако Фессенден проявил упорство и до конца года был нанят на должность помощника испытателя на машиностроительный завод Эдисона по производству оборудования для прокладки подземных электрических сетей. Он быстро доказал свою ценность и получил ряд повышений с переводом на более ответственную работу. В конце 1886 года Фессенден начал работать непосредственно под руководством Эдисона в новой исследовательской лаборатории в Западном Оранже, штат Нью-Джерси, в качестве младшего техника. Тематика проектов была широкой, нужно было находить решение проблем в области химии, металлургии и электричества. Однако в 1890 году, столкнувшись с финансовыми проблемами, Эдисон вынужден был уволить большинство сотрудников лаборатории, в том числе и Фессендена.
Со своим богатым практическим опытом Фессендену не составило труда найти работу в ряде компаний-производителей, а в 1892 году он получил назначение в качестве профессора в недавно созданный отдел электротехники в университете Пердью в городе Уэст-Лафейетт (штат Индиана) благодаря тому, что он помог корпорации «Вестингауз» установить освещение на Всемирной выставке в Чикаго. Вскоре после этого Джордж Вестингауз лично нанял Фессендена на вновь созданную должность председателя электротехнического отдела Западного университета Пенсильвании (современный Питтсбургский университет).

## Работы в области радио
В конце 1890-х годов в печати стали появляться сообщения об успехах Гульельмо Маркони в разработке практических радиоприёмников и передатчиков. Фессенден решил тоже поэкспериментировать в этой области и вскоре пришёл к выводу, что он может разработать гораздо более эффективную систему, чем передатчик на искровом разряднике в сочетании с когерерным приёмником, которые использовали Оливер Лодж и Маркони. В июне 1900 года Фессенден подал патентную заявку на усовершенствование избирательного контура, чуть позже в следующем месяце аналогичную заявку подал Никола Тесла.

### Контракт с Бюро погоды и первая передача звука по радио
В 1900 году Фессенден покинул Питтсбургский университет и заключил контракт с Бюро погоды (United States Weather Bureau) о создании сети прибрежных радиостанций для передачи информации о погоде. По контракту, Бюро погоды получало доступ к патентам Фессендена, но он оставался их владельцем. В первую очередь он занялся усовершенствованием телефонной трубки и приёмника, причём отказался от применения когерера с металлическими опилками в качестве детектора. Изобретённый им бареттерный детектор содержал тончайшую платиновую нить, через которую пропускались ток накала от батареи и ток высокой частоты (ВЧ) от приёмной антенны. Использовался участок вольт-амперной характеристики бареттера с максимальной нелинейностью, которая обеспечивала выпрямление тока ВЧ. Низкочастотные изменения силы тока ВЧ принимались на слух включённой последовательно в цепь батареи телефонной трубкой. Чуть позднее Фессенден изобрёл более эффективный электролитический детектор. Тогда же он разработал гетеродинный способ приёма, при котором выделяются звуковые биения между близкими по частоте токами ВЧ. Однако способ поначалу не нашёл применения из-за отсутствием стабильных генераторов незатухающих колебаний.
Сначала работы проводились на острове Кобб (штат Мэриленд), расположенном на реке Потомак в 48 милях (около 80 км) от Вашингтона вниз по течению. Здесь 23 декабря 1900 года Фессенден, экспериментируя с искровым передатчиком, подключённым к антенне через угольный микрофон, осуществил передачу звукового сигнала на расстояние в 1 милю. Метод получил название «амплитудная модуляция». Качество звука было плохим, но возможность передачи звука была доказана, а для улучшения качества Фессенден приступил к опытам по модуляции звуковым сигналом незатухающих колебаний.
В 1902 году Фессенден патентует принципы гетеродинного приёма и микрофотографии, искровой разрядник передатчика с гашением искры струёй воздуха, антенный переключатель с приёма на передачу, антенну (которая вскоре будет использована на станциях, осуществивших трансатлантическую радиосвязь), и другие устройства. Главный патент под названием «Аппарат для передачи сигналов с помощью электромагнитных волн» (патент США № 706747) описывал речевой модулятор электромашинного передатчика с частотой 50 кГц. В нём использовался угольный микрофон особой конструкции, рассчитанный на прохождение тока ВЧ до нескольких ампер.
Работы по контракту расширялись, были построены новые станции вдоль атлантического побережья в штатах Северная Каролина и Вирджиния, намечалось получение больших прибылей. Шеф Бюро погоды потребовал для себя половины прибылей от патентов Фессендена, который не согласился с этим и расторгнул контракт в августе 1902 года.

### Компания NESCO и первая двусторонняя трансатлантическая связь

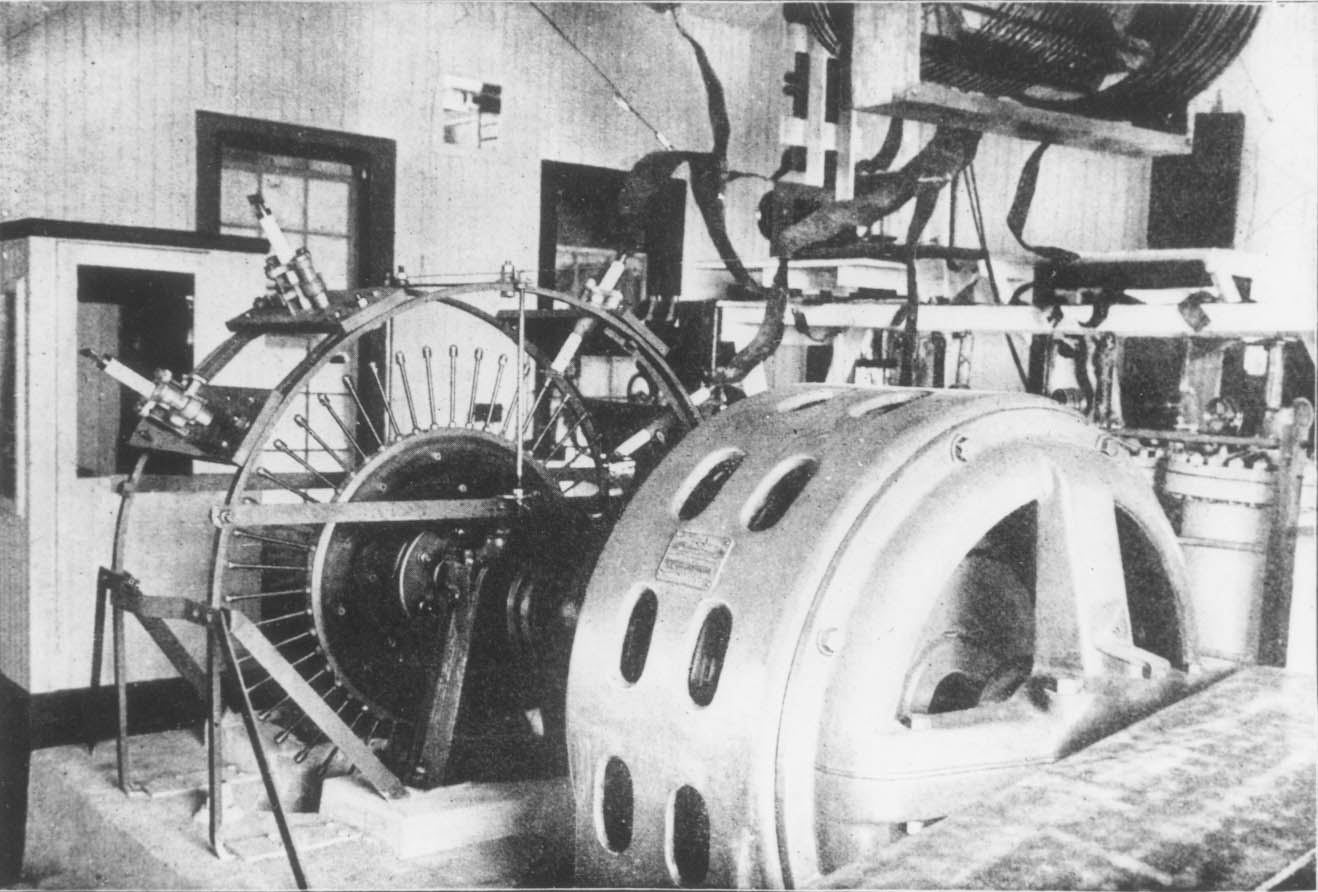
Роторно-искровой передатчик. 1906 г.

Два богатых предпринимателя из Питтсбурга согласились финансировать работы Фессендена с условием, что он размещает свои изобретения от имени компании National Electric Signaling Company (NESCO). Одной из главных задач NESCO было создание устойчивой двусторонней трансатлантической беспроводной телеграфной связи Америки с Англией. С этой целью одна станция была построена в Брант Роке (небольшое поселение в штате Массачусетс), другая — в местечке Мачриханиш (Шотландия). Станции были оборудованы мачтовыми антеннами высотой 420 футов (128 м) из стальных труб на металлических оттяжках. В верхней части мачта имела «зонтик» — ёмкостную нагрузку. В оттяжки были вмонтированы изоляторы, мачта опиралась на постамент из чередующихся слоёв бетона и керамики.
В январе 1906 года Фессенден, используя свой роторно-искровой передатчик, провёл первую двустороннюю трансатлантическую радиосвязь, опередив Маркони, осуществившего к тому времени только одностороннюю связь. Однако публичная демонстрация трансатлантической связи для представителей потенциальной компании-покупателя и журналистов не состоялась, поскольку к назначенному времени в декабре 1906 года сильный шторм обрушил мачту в Шотландии.

### Передатчик с альтернатором и первое радиовещание

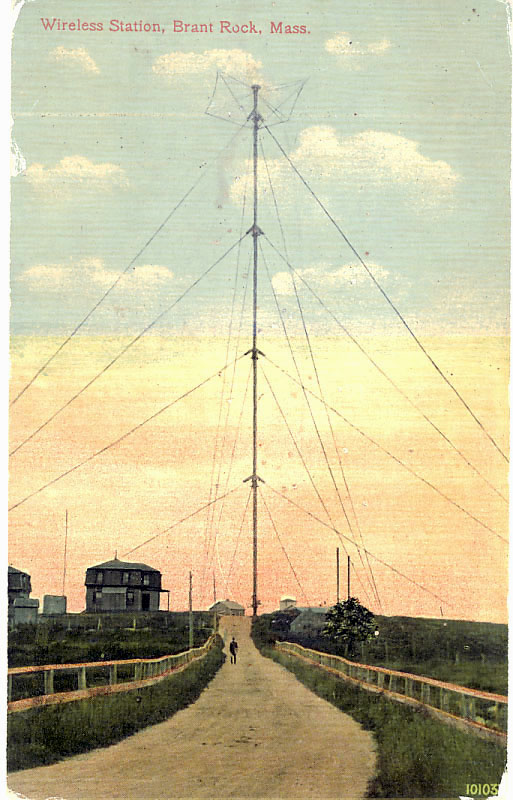
128-метровая (420 футов) высотная радиобашня в Брант Роке. Около 1910 года, почтовая открытка

Проблема генерации мощных колебаний ВЧ в опытах по передаче звукового сигнала решалась с помощью электромашинного генератора переменного тока (альтернатора), но работающего на более высокой скорости и генерирующего ток с частотой в десятки килогерц.
Фессенден заключил контракт с «Дженерал Электрик» (GE) на проектирование и производство серии альтернаторов ВЧ. В 1903 году Чарльз Штейнмец из GE представил альтернатор на частоту 10 кГц, который показал пригодность для экспериментов, но не для практического использования. Запрос Фессендена на более быстрый и мощный альтернатор был передан в GE молодому инженеру Эрнесту Александерсону, который летом 1906 года представил свой альтернатор на 50 кГц, но с мощностью несколько ниже требуемой. В августе 1906 года Фессенден приступил к испытаниям передатчика с альтернатором, а к осени параметры альтернатора были доведены до 500 Вт на частоте 75 кГц.
21 декабря 1906 года передатчик с альтернатором в Брант Роке был показан руководителям и инженерам компаний AT&T, GE, Western Electric, Westinghouse Electric (WHE), в том числе изобретателю Э. Томсону, а также корреспондентам Нью-Йоркских газет. Демонстрировалась возможность его применения для беспроводной телефонной связи, в том числе для соединения участков проводной телефонной сети между собой. Также были проведены сравнительные испытания качества передачи телефонного сигнала по радио и по проводам в город Плимут (штат Массачусетс) на расстояние 25 км.
Через несколько дней состоялись ещё две демонстрации, на которых были сделаны первые радиопередачи музыки для широкой аудитории. (Начиная с 1904 года ВМС США ежедневно передавали в эфир сигналы точного времени и сообщения о погоде, но они использовали искровые передатчики, а информацию передавали в коде Морзе). Вечером 24 декабря 1906 года накануне Рождества Фессенден использовал альтернатор для передачи короткой радиопрограммы, которая включала арию Ксеркса из оперы Генделя Ксеркс, песню «O Святая ночь» в собственном исполнении на скрипке, а также чтение отрывка из Библии. 31 декабря, в канун Нового года состоялась вторая короткая передача. Основной аудиторией этих передач было неизвестное количество судовых радиооператоров вдоль атлантического побережья. Хотя в настоящее время эти два эфира рассматриваются как важная веха в истории радио, в то время им не придали особого значения и вскоре о них забыли. Лишь 29 января 1932 года Фессенден упомянул об этом в письме своему бывшему коллеге Самуэлю Кинтеру. Ни в судовых журналах, ни в периодической печати тех дней об этом событии не найдено никакой информации.

### Продолжение работ и увольнение из NESCO
Технические достижения, полученные Фессенденом, не были подкреплены финансовыми успехами. Уокер и Гивен надеялись продать NESCO крупным компаниям, таким как AT&T, но не смогли найти покупателя. Создание Фессенденом своей Компании Беспроводной Связи в Монреале возможно привело к подозрению, что он пытается блокировать Уокера и Гивена как потенциально прибыльных конкурентов. Возрастающее напряжение между Фессенденом и владельцами компании привело к тому, что в январе 1911 года он был уволен из NESCO. Он, в свою очередь, подал в суд иск за нарушение NESCO контракта. Фессенден выиграл судебный процесс и получил компенсацию, однако владельцы NESCO подали на апелляцию. Чтобы сохранить имущество, NESCO пошла на банкротство, правовой тупик продолжался более 15 лет. В 1917 году NESCO вышла из банкротства, и вскоре была переименована в Международную Радиотелеграфную Компанию. В 1920 году её купила фирма «Вестингауз», а в следующем году её активы, в том числе многочисленные патенты Фессендена, были проданы RCA, которая также унаследовала судебные иски от Фессендена. Наконец, 1 марта 1928 года Фессенден урегулировал отношения с RCA, получив крупные денежные выплаты.

### Влияние на последователей
После того, как Фессенден покинул NESCO, Александерсон продолжал совершенствование альтернаторов в General Electric, в основном с целью применения их для дальней радиотелеграфной связи. Он потратил много лет, но он в итоге разработал мощный альтернатор Александерсона, способный передавать сигнал через Атлантику. К 1916 году альтернатор Фессендена-Александерсона являлся более надёжным для трансатлантической связи, чем искровая аппаратура. После 1920 года широко распространившееся радиовещание стало использовать не альтернаторы, а генераторы на электронных лампах, но в их основе лежит генерация непрерывной волны с амплитудной модуляцией — то, что Фессенден помогал освоить, начиная с 1906 года. В 1921 году Институт Радиоинженеров наградил Фессендена Медалью Почета, а в следующем году город Филадельфия присудил ему медаль Иоанна Скотта и денежный приз в размере 800 долларов за изобретение «телеграфной и телефонной связи непрерывной волны», и отдала дань уважения ему, как «Человеку, чьи труды оказали большую пользу».

## Последние годы
Хотя Фессенден прекратил свою деятельность в области радио после увольнения из NESCO в 1911 году, он продолжал работать в других сферах. Ещё в 1904 он помогал в сооружении электростанции на Ниагарском водопаде, работая в гидроэнергетической комиссии провинции Онтарио.
В США Фессенден сконструировал и изготовил новый тип преобразователя с подвижной катушкой, предназначенный для эхолокации и подачи сигналов под водой. К 1914 году с помощью нового устройства уже можно было обнаруживать айсберги на расстоянии до 2 миль. Вибраторы Фессендена, работавшие на частотах около 500 и 1000 Гц были установлены на всех подводных лодках США периода Первой мировой войны для обеспечения обмена сигналами между ними в погруженном состоянии.
После начала Первой мировой войны Фессенден предложил свои услуги канадскому правительству, и был отправлен в Лондон, где он разработал устройство для обнаружения артиллерии противника. Другой прибор он разработал для поиска вражеских подводных лодок.
Фессенден в конечном итоге стал владельцем более 500 патентов. Его часто можно было найти на реке или озере, плавающим на спине, с сигарой, торчащей изо рта и шляпой, сдвинутой на глаза. У себя дома он любил лежать на ковре, с кошкой на груди. В этом состоянии расслабленности Фессенден воображал, изобретал, прокладывал пути к новым идеям. Он разработал вариант микрофильма, который помог ему сохранить компактные записи своих изобретений, проектов и патентов. Он запатентовал основные идеи в сейсмологии, имеющей важное значение в разведке нефти. В 1915 году он изобрел эхолот — гидролокаторное устройство для определения глубины до подводного объекта с помощью звуковых волн. За это изобретение он получил золотую медаль журнала Scientific American в 1929 году. Фессенден также получил патенты на трассирующие пули, пейджинг, телевизионные аппараты, турбоэлектрический привод для судов и на многое другое.

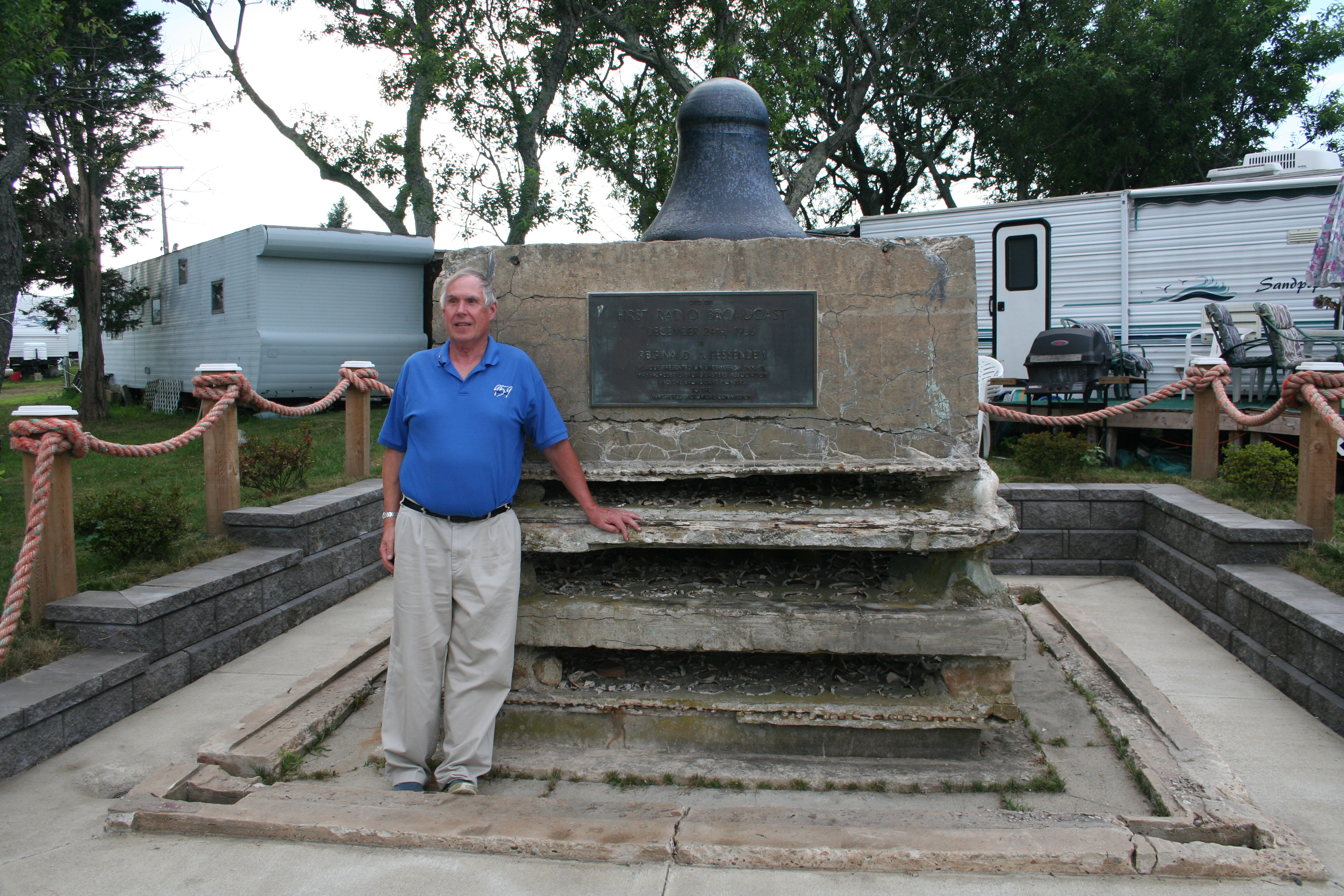
Место, где стояла антенна в Брант Роке, штат Массачусетс. Сама антенна демонтирована в 1917 г. Слои бетона перемежались со слоями керамических изоляторов

После урегулирования иска к RCA Фессенден приобрёл небольшой дом на Бермудских островах. Он умер там в 1932 году, погребён на кладбище местной церкви Святого Марка. Газета Нью-Йорк Геральд Трибюн в редакционной статье после его смерти написала:
Иногда случается, даже в сфере науки, что один человек может быть прав против всего остального мира. Профессор Фессенден был таким человеком. Чтобы доказать свою теорию, ему приходилось ожесточённо бороться. Вопреки бурным протестам признанных авторитетов, он отстаивал мысль о том, что то, что мы теперь называем радио, работает путём непрерывного излучения волн через эфир к передающей станции, аналогично тому, как световые волны излучаются пламенем. Маркони и другие настаивали на том, что то, что происходит при радиосвязи, похоже на эффект хлыста (резкая смена направления движения кончика хлыста вызывает хлопок). Прогресс радио последующего десятилетия показал ошибочность такого представления. Теория хлыста постепенно ушла из сознания людей и была заменена теорией непрерывной волны — недоверие человеку, который оказался прав.

## Цитаты
Изобретатель — это тот, кто может видеть применимость чего-либо на практике за пять лет до того, как это станет очевидным всем специалистам данной отрасли.
«The Inventions of Reginald A. Fessenden». (January, 1925). Radio News, p. 1142.